# 鳳陽總督
鳳陽總督，為明朝崇禎十四年設立的一個臨時總督職位。朱大典擔任首位總督，此後高斗光、詹兆恒、馬士英相繼擔任。

## 概述
此職位為鎮壓明末民變而設置。
- 崇禎十四年六月，設置，轄區包括南直隸的江北地區、河南、湖廣等地[1][2]。
- 崇禎十五年，改轄鳳陽、安慶、湖廣等地。